# 新川通 (埼玉県)
新川通（しんかわどおり）は、利根川の河道で、埼玉県加須市の佐波・麦倉から旗井に至る全長4kmを流れる。
利根川東遷事業の一環として河道が開削された。それまでの利根川（浅間川）の分流部の区間を直線状に改め、大きな流量を可能とし、利根川の本流を流すこととした。

## 概要
江戸時代以前、利根川は一旦、主要分流である会の川、浅間川などに分かれた後、加須市川口で再合流し、古利根川を通って東京湾へ注いだ。会の川を分流した後の利根川は飯積村（現・加須市飯積）でさらに分流し、合の川と、浅間川とに分かれた。合の川は渡良瀬川（太日川）と合流した。浅間川はさらに佐波村（現・加須市佐波。飯積から下流へ2km）で分かれた湾曲した分流が加須市旗井で渡良瀬川へ合流していた。
元和7年（1621年）に、渡良瀬川に合流する浅間川の分流を直線状にショートカットさせる新川通を開削し、これに利根川本流を通した。また権現堂川を拡幅し、以後は新川通から権現堂川・太日川を経て江戸の内海（東京湾）に至る流路が利根川の本流となった。
承応3年（1654年）、旗井の2km下流から赤堀川が開削され常陸川に接続した。現在はここに利根川本流が流れる。
天保9年（1838年）に、合の川と浅間川は流頭部分が締切られ、廃川となった。新川通には利根川の水が集中して流れることになった。
昭和22年（1947年）、カスリーン台風による増水で新川通の南岸の北埼玉郡東村（現・加須市）付近で堤防が決壊し、東京湾に至る直前まで洪水が達した（新川の南の葛西は水没を免れた）。現在、この地点には高規格堤防が作られている。